# Marie-Angélique le Blanc
Pour les articles homonymes, voir Le Blanc.
 (octobre 2021).
Marie-Angélique Memmie le Blanc, née vers 1712 en Nouvelle-France dans une région devenue par la suite l'État américain du Wisconsin et morte à Paris le 15 décembre 1775, est une autochtone d'Amérique devenue une religieuse augustine et une figure marquante du siècle des Lumières, restée célèbre pour avoir été une enfant sauvage. 
Ayant survécu dix années en forêt sans utiliser de langage articulé (de novembre 1721 à septembre 1731), elle parvint ensuite à apprendre à lire et écrire, fait unique chez les enfants sauvages.[réf. souhaitée]
Elle est aussi l'unique exemple d'enfant sauvage à être reconnu comme authentique dans les Archives du Vatican en raison d'informations reçues sur son comportement élaboré de survie lors de sa capture (chasseresse, nageuse, pêcheuse, parfois très violente, etc.), ainsi que sur son alimentation : tout aliment cuit la rend malade ; elle se nourrit exclusivement de végétaux crus (feuilles et racines) et de proies dévorées crues, ce qui atteste d'une longue désocialisation.
Capturée dans le village de Songy, en septembre 1731, elle est pour cette raison connue comme la « fille sauvage de Songy » ou « fille sauvage de Champagne » (dans la litterature anglophone, « Wild Child of Songy » ou « Wild Girl of Champagne »).
Le philosophe écossais James Burnett, qui la rencontre en 1765, la considère comme « le personnage le plus extraordinaire de son temps ».

## Biographie

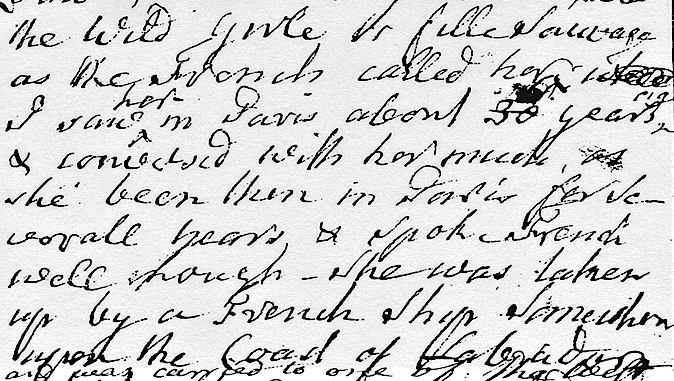
Enquête en 1765 de l'Écossais James Burnett.

Le chercheur Serge Aroless affirme avoir pu reconstituer le parcours hors du commun de Marie-Angélique le Blanc,,  à partir d'une documentation d'archives de provenances variées allant de l'Écosse à la Russie.Cependant, cette version est contestée par d'autres historiens et chercheurs,. Elle aurait été un témoin privilégié des conditions de vie de milieux sociaux divers, aussi bien en Amérique du Nord que dans la France rurale ou citadine du XVIIIe siècle.
Sa renommée fut importante de son vivant : l'information de la capture d'une fille sauvage se diffuse dès octobre 1731 dans une grande partie de l'Europe, via les nouvelles à la main, puis via le Courrier de la Paix, la Gazette de Hollande (deux articles sur elle, en novembre 1731), et enfin via le Mercure de France (lettre de Claude Faron).

### Enfance en Haute-Louisiane (1712-1720)
Née vers 1712, elle appartiendrait à la tribu autochtone des Meskwakis (ou « Renards »), qui occupe une partie du territoire de la Haute-Louisiane alors sous administration française. Les Meskwakis sont à cette époque les voisins et ennemis des nations plus puissantes des Sioux et des Ojibwés. Sans alliés majeurs et unis à des tribus disparates et de tailles modestes, les Meskwakis sont hautement vulnérables. C'est ainsi qu'ils voient disparaître la majorité de leurs hommes dans deux grandes batailles contre les Français, en 1712 et 1716, ce qui entraine l'impossibilité de nourrir les enfants. C'est dans ce contexte que de nombreuses petites « Meskwakies » (ainsi sont-elles qualifiées dans les registres du Canada), âgées de 5-7 ans, sont données ou vendues aux Français du Canada, pour servir de futures domestiques. 
La guerre de juin 1712 fut une quasi extermination des hommes Meskwakis : « Tout fut saccagé excepté les femmes et les enfants à qui l'on donna la vie ». Lors de la guerre de juillet 1716, le major Dubuisson, qui avait apporté deux canons et un mortier à grenades, vainquit en trois jours les Meskwakis rescapés de 1712 : « cinq cent hommes de guerre dans le fort... et plus de trois mil femmes », ces chiffres disant assez le déséquilibre démographique causé par le premier conflit. Causant un étonnement qui perdurera des décennies, le major Dubuisson les épargna. Les partisans de l'éradication de la nation des Meskwakis l'accuseront d'avoir reçu des fourrures et 15 esclaves pour cette miséricorde, mais il en  eût possédé bien plus en renouvelant l'extermination de 1712. Seule une conduite morale, peut-être sous l'influence des missionnaires présents sur place, peut expliquer la clémence de Dubuisson, qui aurait ainsi épargné la vie de Marie-Angélique. Tant les Archives du Vatican, que  les Archives de la Congrégation de Propaganda Fide (Rome) objectivent bien ce double rôle de l'Église : explorer plus avant les terres d'Amérique mais retenir les bras armés ; christianiser, mais ne pas exterminer[réf. nécessaire].

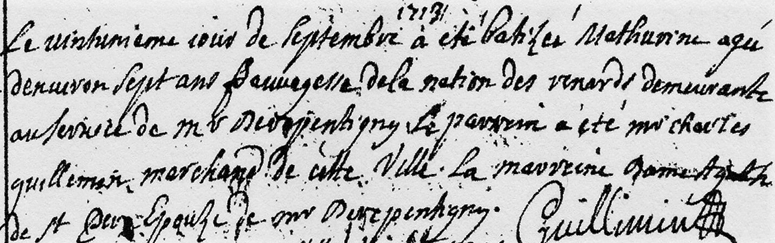
Baptêmes de petites Amérindiennes Renardes au Canada en 1713, données aux Français après les batailles de 1712 et 1716.

Le beau-frère de madame de Courtemanche, en poste en 1718 à l'orée du Wisconsin-Minnesota, pour maintenir la paix entre les Ojibwe, les Sioux et les Renards, et qui s'adonne là au commerce des fourrures et des esclaves, possédait plusieurs enfants de cette dernière nation.
Ainsi, madame de Courtemanche, qui vivait au Labrador, dans une concession alors environnée de près par les autochtones hostiles à la présence française, devint la mère adoptive de Marie-Angélique, vers l'été 1718. Dans la même maison vivaient deux jeunes filles autochtones retenues comme otages afin d'éviter les attaques de leur peuple, dont Acoutsina, la fille du chef Ouibignaro. Toutes deux seront rendues à leur nation à l'été 1719.
Après une importante attaque des Inuits, en septembre 1719, contre la concession française, puis l'incendie total du fort Ponchartrain du Labrador, en juillet 1720, madame de Courtemanche se résigna à embarquer vers la France, avec ses trois filles et Marie-Angélique. Pensant être ainsi protégée des pirates, elle choisit le morutier l’Aventurier, attendu qu'il était armé en guerre, porteur de 26 canons et doté d'une commission l'autorisant à attaquer « sus de faict et de force les ennemis de Sa Majesté ».

### Arrivée en Europe

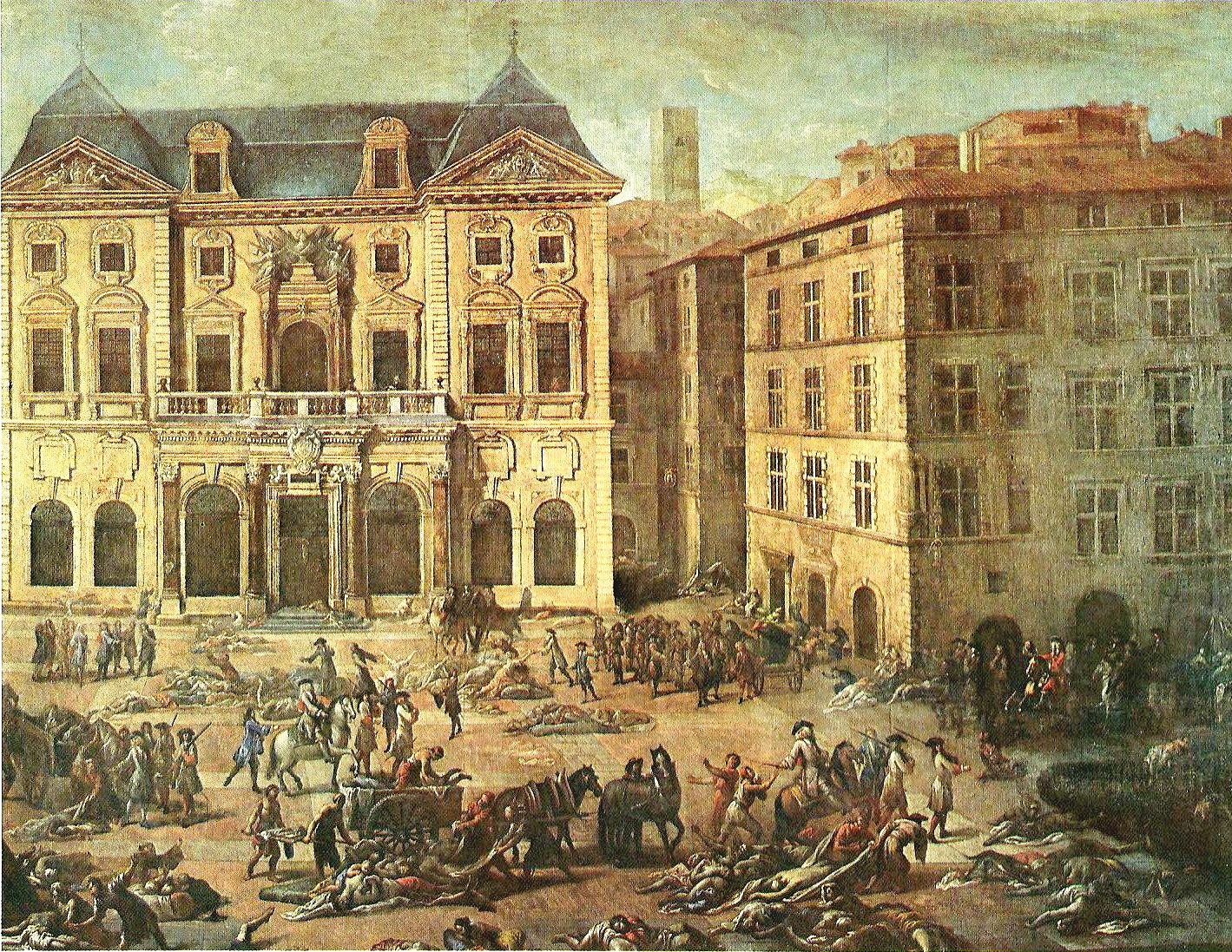
La place de l'hôtel de ville de Marseille durant la Grande Peste de 1720. Tableau de Michel Serre.

Le capitaine Cazejus, ainsi que le capitaine Tanqueray (Tanquerel), qui commandait son navire de conserve, le Jean de Grâce, tous deux ayant fait voile commune depuis le Labrador, commirent la grave erreur de ne point avoir pris des informations en passant près des côtes sud d'Espagne. Il était courant de descendre ici une chaloupe très brièvement pour prendre des nouvelles au porte-voix, notamment pour connaître l'éventuelle présence de pirates barbaresques. Le capitaine Cazejus, dans sa déposition déclarera justement avoir croisé un navire pirate qu'il crut être du Maroc, qui venait « de faire une prise et l'avoit au remorcq »[réf. nécessaire]. Les deux navires de conserve, trop lourdement chargés de morue, affaiblis par une longue traversée depuis le Labrador et ayant essuyé une « queue de cyclone » tropical (20-25 septembre 1720), ne livrèrent point combat, et vinrent s'ancrer, le 20 octobre, dans Marseille, alors ravagée par la dernière grande épidémie de peste de l'histoire de l'Occident. 
Selon des documents des armateurs de l'Aventurier, il semble que sa destination première était d'aller porter la morue en Italie, à Gênes ou Livourne. La présence à bord de madame de Courtemanche — important personnage puisque veuve et désormais mère du nouveau « commandant de la côte du Labrador » — aura été la raison de l'accostage prématuré, sur le littoral de France.
L'idée selon laquelle les bateaux n'entrèrent plus à Marseille durant la peste est erronée puisque le dépouillement complet des registres de déclarations des capitaines (qui sont très détaillées : provenance, cargaison, propriétaires, événements en mer, etc.), fait par Serge Aroles, a relevé le nombre considérable de 1 214 bateaux entrés dans le port durant la longue période officielle de l'épidémie (1720-1723). Certains bateaux furent renvoyés de suite, et seuls les plus suspects de porter la peste, notamment ceux en provenance de Méditerranée orientale, reçurent l'ordre d'aller mouiller aux îles du Frioul. Jamais le port de Marseille ne connut une telle promiscuité de bateaux, écrasés coques contre coques, et mâts s'entrechoquant lors des vents.

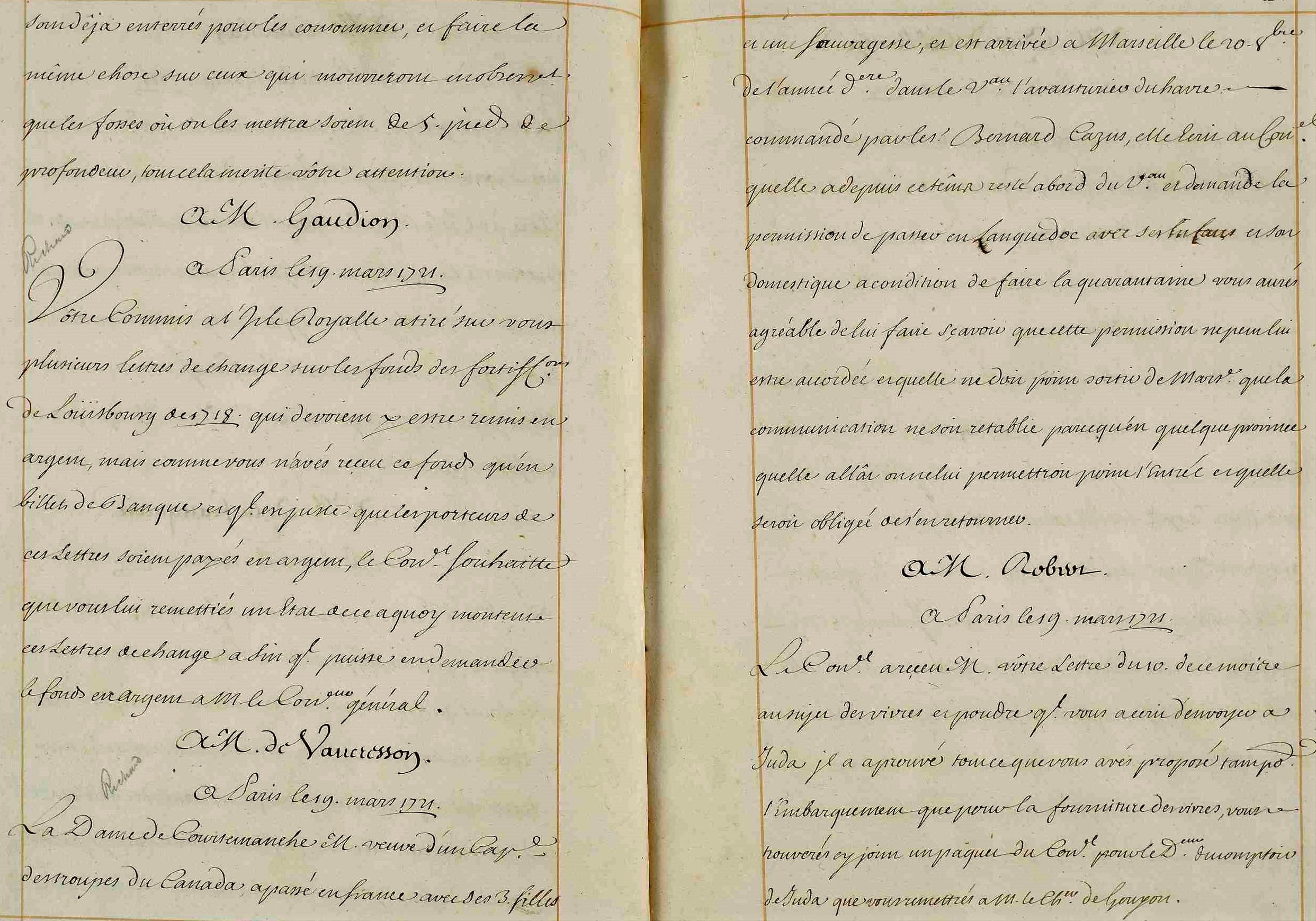
Ministre de la Marine, 19 mars 1721. Mme de Courtemanche a passé en France avec une Sauvagesse, du Canada vers Marseille.

Parmi ces 1 214 bateaux, dont l'arrivée et le départ s'échelonnèrent sur 32 mois, et aux fins de mieux cerner l'origine de Marie-Angélique — amérindienne ou inuite —, Serge Aroles retint la présence, durant la peste de Marseille, des navires du Canada et la présence d'un navire venu de l'Arctique russe. Ce malchanceux navire en provenance d'Arkhangelsk (l'Hercule, de 40 canons), qui avait relâché à Cadix, bousculait toute la recherche, attendu qu'il fallait désormais ajouter comme hypothèses à l'origine de Marie-Angélique celles des peuples autochtones de Russie vivant non loin de l'Arctique : les Nenets, les Komis, les Samoyèdes, etc.
Par chance, la masse d'archives est alors considérable, en raison notamment d'une rébellion à bord du Jean de Grâce et du caractère procédurier du capitaine Cazejus, qui refusa la réquisition de sa cargaison, et multiplia les plaintes devant toutes les juridictions, depuis l'Amirauté jusqu'au Parlement de Provence :   
« […] le vaisseau Laventurier chargé de Molue [morue] estant arrivé à Marseille on a menacé le capitaine de prendre par force son chargement sous pretexte que  la ville et les galères en ont besoin. »,  
Madame de Courtemanche ne fut point en reste, multipliant ses suppliques à la Cour afin de pouvoir quitter la zone de peste « avec ses trois filles et une Sauvagesse », d'abord enfermées sur le navire, puis réfugiées brièvement en l'arsenal des galères. La cargaison de morue n'appartient pas à madame de Courtemanche, qui doit payer pour chacun de ces poissons. Ses dettes de nourriture s'accumulent. Dès le 24 juin 1721, elle supplie la Cour de « la faire sortir de Marseille à la première occasion soit par terre soit par mer. Et comme elle y a dépensé tout l'argent qu'elle avait apporté, il ne lui reste rien pour pouvoir subsister, elle se recommande à la charité du Conseil. »
Sur ces suppliques, le Conseil de Marine apposa ces trois mots : « Rien à repondre ». Lors, pensant qu'il s'agissait pour elle d'un sort meilleur, Madame de Courtemanche, qui considérait Marie-Angélique comme sa fille, fut contrainte, entre juillet et septembre 1721, de la confier au sieur Ollive, qui avait repris, dans le terroir nord de Marseille, une activité dans la filature de la soie dès que la peste se fut amoindrie. 

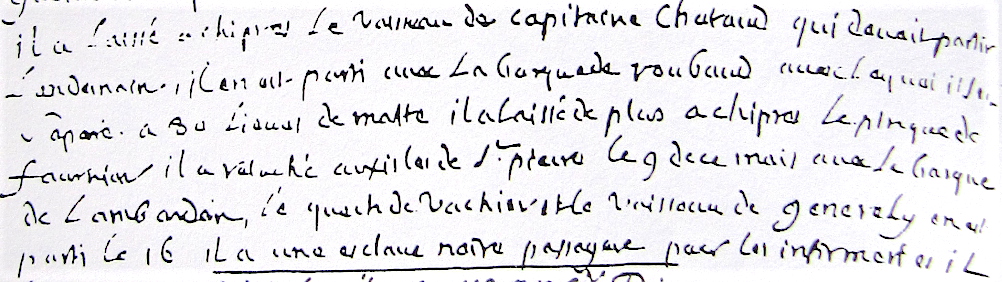
Arrivée de la jeune esclave noire à Marseille, avec une cargaison de soie, mai 1720.

Marie-Angélique y aurait rencontré une jeune esclave noire venue de Palestine, arrivée à Marseille au tout début de la peste sur le navire le Saint-François Xavier. Une partie de la cargaison appartenait au sieur Ollive. À la suite de maltraitances et très certainement d'un viol (Marie-Angélique sera à jamais terrorisée qu'un homme la touche), elle s'enfuit avec la petite fille noire, aidées dans leur fuite par le fait qu'elles traversent une Provence dépeuplée, dévastée par la peste. 
Au cours de leurs dix années communes de survie en forêt, jamais les deux filles ne seraient parvenues à trouver un langage articulé commun, ne communiquant que par des gestes, des cris et des sifflements. Au vu de sa provenance (la Palestine), la petite esclave noire était probablement originaire du Soudan ou d'Éthiopie, ces deux terres fournissant l'immense majorité des esclaves noirs de cette aire  en ce début de XVIIIe siècle.

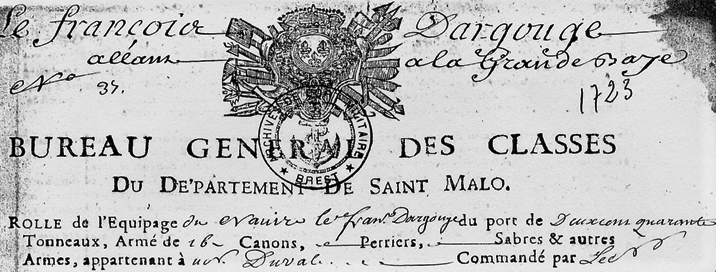
Retour de Mme de Courtemanche vers le Labrador en 1723. Mentionnée pour le voyage aller, Marie-Angélique ne figure plus au retour.

Leur survie commune aurait été facilitée, tout à la fois par la force de la jeune esclave noire, décrite comme plus grande de taille, et par l'origine amérindienne de Marie-Angélique, qui, très jeune en Nouvelle-France, aurait appris appris à se protéger du grand froid en s'enfouissant en terre, notamment dans des terriers d'animaux agrandis.
La petite esclave noire, désormais âgée de plus de vingt ans, sera abattue, vers le 7 septembre 1731, en Champagne, par monsieur de Bar de Saint-Martin, près du village du même nom dont il avait la seigneurie. Marie-Angélique fut longtemps accusée de ce crime, mais l'auteur des coups de feu confessera lui-même à James Burnett, en 1765, avoir fait feu par crainte de ces deux créatures sauvages.

### Capture et rééducation

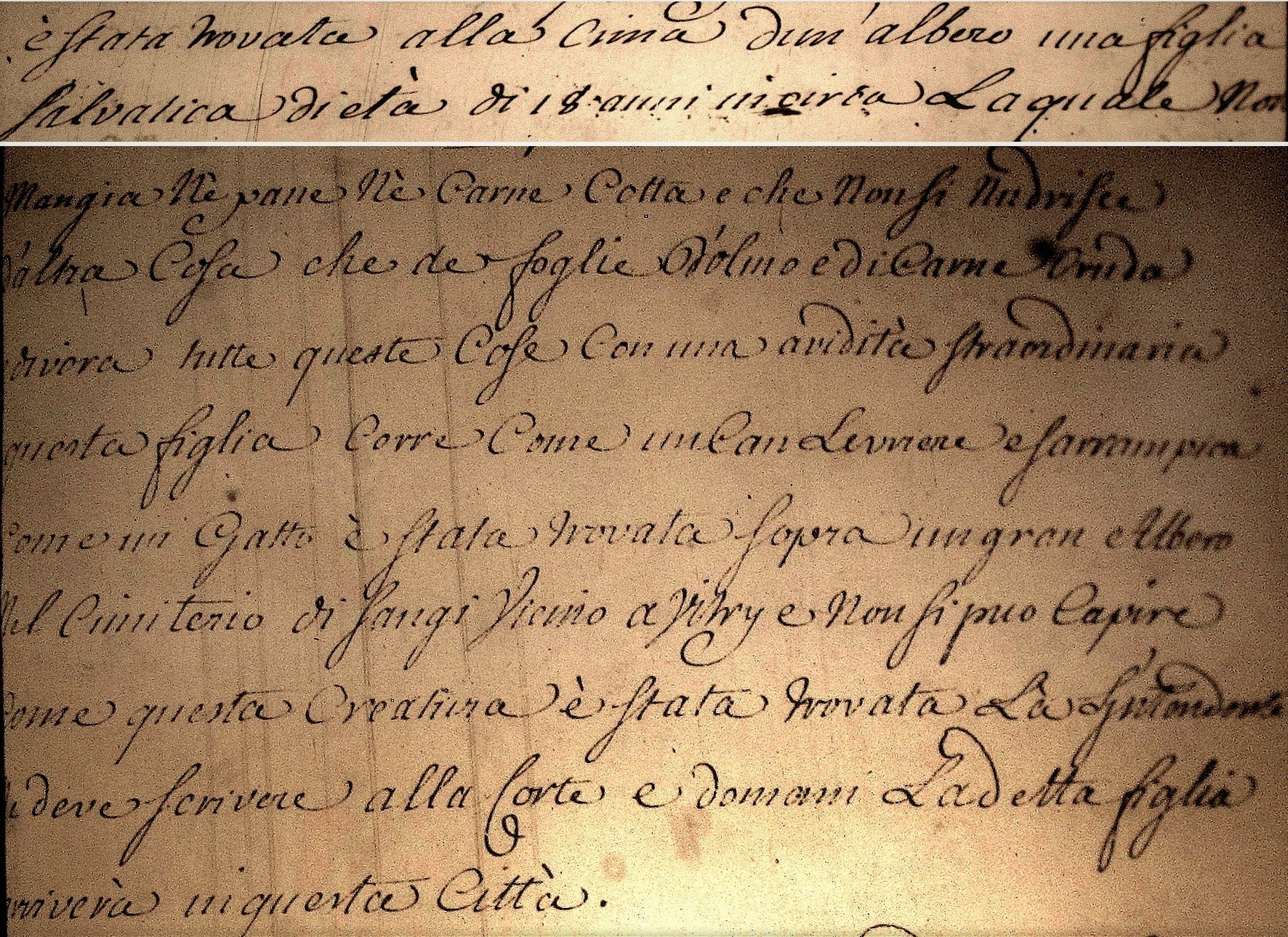
Les Archives secrètes du Vatican offrent avec précision le lieu de capture de la fille sauvage, dont l'âge est d'environ 18 ans.

Vers le 8 septembre 1731, près du cimetière de Songy, Marie-Angélique est retrouvée dans un état d'ensauvagement marqué (noirâtre, griffue, chevelue, affectée d'un nystagmus, buvant l'eau à quatre pattes tel un animal...), puis recueillie par le châtelain local, le vicomte d'Epinoy (d'Espinay), qui la fait héberger chez son berger. Le 30 octobre 1731, elle est transférée à l'hospice Saint-Maur de Châlons-en-Champagne, qui comprenait trois sections : hommes, femmes et enfants jusqu'à l'adolescence. Placée dans la section des femmes, qui étaient contraintes de travailler à l'atelier de bonneterie, la mémoire lui revient lentement. Elle déclare notamment se nommer « Marie-Angélique des Olives ». 
Elle vit ensuite dans un hospice et six couvents de quatre autres villes de Champagne, Vitry-le-François, Sainte-Menehould, Joinville en Champagne et Reims, brièvement pour cette dernière.

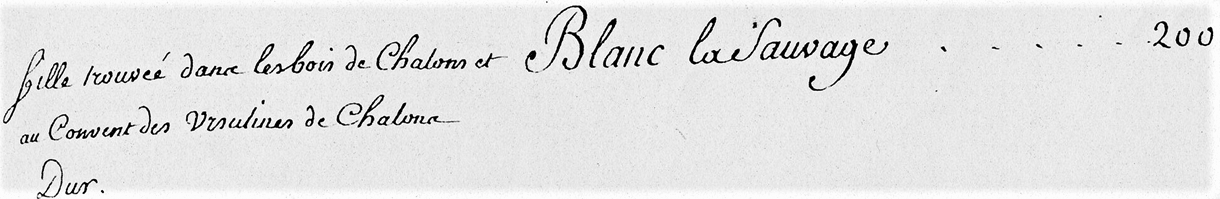
Pension versée par le duc d’Orléans (1744-1751).

Elle est désormais protégée par le duc Louis d'Orléans, cousin du roi, qui lui verse une pension « DUR » (durable ; cf. photo) entre 1744 et le 2e semestre 1751. Ce Prince du Sang lui fera quitter la Champagne pour un couvent de Paris en avril 1750.  
En Champagne, elle est aussi protégée par l'ancienne reine de Pologne, Catherine Opalinska, mère de Marie Leszczyńska, et par l'archidiacre Cazotte (frère de l'écrivain), qui falsifie son acte de baptême en la rajeunissant de 9 ans, laissant ainsi accroire qu'elle a été sauvage peu de temps. Cette modification de son âge, bien attestée par les archives, va induire en erreur toute la littérature consacrée à Marie-Angélique durant près de trois siècles, et empêcher de découvrir son origine car il fallait rechercher sa venue en France dans des registres antérieurs d'une décennie. 

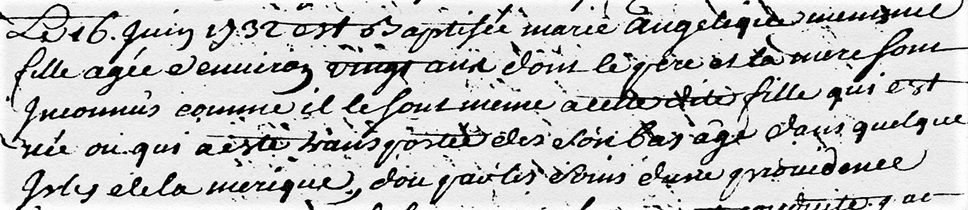
Baptême en 1732, à Châlons-en-Champagne, Marie-Angélique est âgée d’environ 20 ans et vient de «la merique» (Amérique).

De fait, l'original de son acte de baptême porte une rature grossière sur la mention « dix-neuf ans », âge qui est remplacé par « onze ans », cette surcharge étant tardive, d'une autre encre et d'une autre main que celle du curé (Archives municipales de Châlons-en-Champagne, GG 126). La copie de l'acte de baptême conservée dans la collection du greffe (Archives de la Marne, 2 E 119 / 35), qui donne « vingt ans », confirme la falsification de l'âge.
L'acte de baptême de la collection paroissiale (GG 126 : « dix-neuf ans ») et celui de la collection du greffe (2 E 119 / 35 :  « vingt ans ») donnent tous deux « lamerique » (l'Amérique) comme provenance de Marie-Angélique.
Désormais rajeunie de 9 ans, et n'ayant plus à porter un lourd et long passé « sauvage » qui effrayait les autorités civiles et ecclésiastiques, Marie-Angélique entra le 23 avril 1750 au couvent des Nouvelles-Catholiques à Paris, puis intégra le 20 janvier 1751 le noviciat de l'abbaye Sainte-Périne de Chaillot, où les religieuses avaient le titre de chanoinesses augustines et l'honneur de porter l'aumusse.
Elle est grièvement blessée dans cette abbaye en tombant d'une fenêtre et le duc Louis d'Orléans la fait transférer en ambulance hippomobile, le 14 juin 1751, au couvent des Hospitalières de Notre-Dame de la Miséricorde de la rue Mouffetard (actuelle caserne Monge). Laissée là pour morte durant de longs mois, Marie-Angélique survit, bien qu'elle ait été privée de presque tous soins après le décès du duc d'Orléans en 1752.
Jetée à la rue en novembre 1752, celle qui a survécu à la grande peste de Marseille, puis dix années en forêt dans son enfance, affronte avec stoïcisme un état de grande misère à Paris. Une gazette publiée en Allemagne, le Journal épistolaire, fait savoir son étonnement, le 22 mars 1755, qu'un personnage de cette importance « ait pu se trouver presque réduite aux extrémités de la misère »[réf. nécessaire]. 

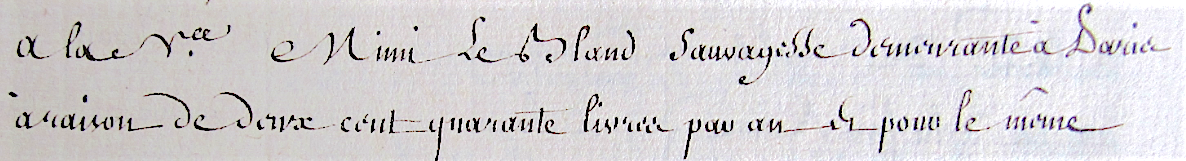
Pension versée par la reine de France.

Le 22 septembre 1753, la reine de France, Marie Leszczynska, reçoit Marie-Angélique dans ses appartements privés de Versailles, et la sauve de la misère en lui octroyant une pension annuelle de 240 livres. Plus tard, dans son testament, l'épouse de Louis XV, qui se sait malade, demandera que cette pension lui soit perpétuée après sa mort (Archives nationales, AE.2 / 1002 et Maison de la Reine, O1 / 3742).
Dans le couvent des Hospitalières de la rue Mouffetard, Marie-Angélique a fait la connaissance d'une dame de charité habitant le quartier (actuelle rue Broca), Marie-Catherine Homassel Hecquet (en), avec laquelle elle rédige, en 1753, les souvenirs qui seront publiés sous le titre : Histoire d'une jeune fille sauvage trouvée dans les bois à l'âge de dix ans, qui reprend donc l'âge falsifié. Le savant voyageur Charles Marie de La Condamine y fait des ajouts sur les « sauvages des Amériques » mais, souffrant, ne peut remettre le manuscrit qu'à la fin de 1754 au libraire-imprimeur Duchesne, célèbre éditeur de Voltaire.
Marie-Angélique ayant toujours affirmé avoir « passé les mers » en compagnie d’une « dame de qualité » (noble), depuis un pays très froid vers un pays chaud, où elle fut enfermée sur le bateau (ie : la quarantaine de peste à Marseille), Mme Hecquet supposa que le pays chaud était les Antilles. Imaginant que Marie-Angélique y avait été « peinte en noir » pour y être vendue comme « esclave de Guinée ». Or, les abondants documents relatifs aux Antilles et à la Guyane pour les années 1710-1730 (Archives nationales, fonds Marine et Colonies ; C7, C8, C9, C14, etc.)  dénient la présence d’une dame venue du Labrador avec une « sauvagesse », selon le terme de l’époque pour dénommer les Amérindiennes.

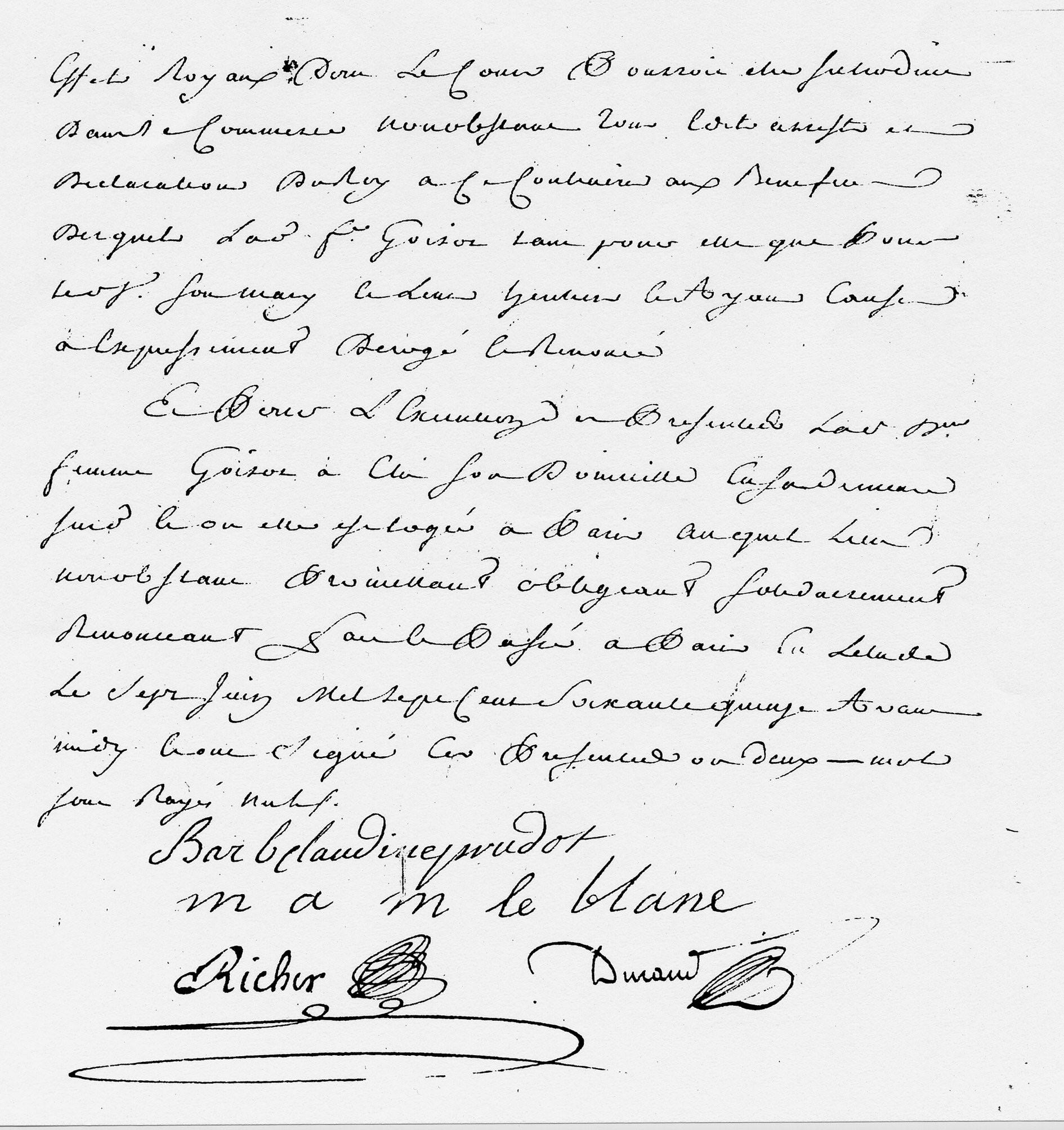
Ultime vestige de l'écriture de Marie-Angélique (« m a m le blanc »). Prêt d'argent du 7 juin 1775.

L'ouvrage, annoncé dès le 19 février 1755 dans les Annonces, Affiches, et Avis divers est un succès, aussitôt réimprimé puis traduit en allemand (1756) et en anglais (plusieurs éditions en Angleterre et en Écosse à partir de 1760), ce qui apporta un soutien financier à Marie-Angélique. 
Les co-auteurs, ainsi que la mère supérieure de l'Hôtel-Dieu de Québec, attribuent à Marie-Angélique des origines Inuites en se fondant sur ses souvenirs et sur le fait qu'elle désigne, parmi plusieurs costumes de poupées, celui des Inuits.
Un tournant majeur de la recherche est offert par les archives conservées en Écosse, attendu que le philosophe et linguiste James Burnett, lord Monboddo, qui enquête en France sur Marie-Angélique, en 1765, et l'interroge longuement, notant les mots de son enfance, identifie sa langue comme appartenant à la vaste famille de l'algonquin. Le premier, il comprend qu'elle n'est pas une Inuite, mais une Algonquienne, précisant même que son navire a fait voile depuis le Labrador.
Marie-Angélique reste l'unique cas d'enfant sauvage qui, découverte dans un grand état de régression comportementale, a présenté ensuite une complète résurrection intellectuelle, apprenant à lire et écrire, ce qui est attesté par des écrits de sa main et la mention des livres de sa bibliothèque dans l'inventaire notarié de ses biens, dressé en janvier 1776. Établi en raison de l'absence d'héritier, et donc de l'adjudication au roi, Louis XVI, des biens (droit de déshérence) de Marie-Angélique, cet inventaire après décès fait aussi foi qu'elle était assez fortunée, le total de ses possessions et le capital de ses rentes viagères dépassant les 10 000 livres, à une époque où les gages d'une servante étaient d'environ 150 livres par an.
Notons la présence très exceptionnelle d'une autre Nord-Amérindienne libre, vivant à Paris, non loin du quartier Saint-Martin, où résidait alors Marie-Angélique. Elle se prénommait Madeleine Lisette, laquelle, bien plus jeune pourtant, rédige son testament le 6 avril 1772. Étonnamment, le notaire n'a pas enregistré ce testament sur son répertoire des actes (registre), mais en a bien conservé la minute dans ses liasses. Il n'a pas été possible d'identifier son aire d'origine, Canada ou États-Unis.

### Mort
Le 15 décembre 1775 au matin, apprenant que Marie-Angélique est mourante, le voisinage et les passants se précipitent chez elle, à l’angle des actuelles rues du Temple et Notre-Dame-de-Nazareth. De nombreuses personnes se pressent dans un élan de solidarité sociale commune. On va quérir de toute urgence un chirurgien, le sieur Mellet, qui se rend par deux fois à son chevet et se déclare impuissant : « … pour faire en sorte de la secourir… cela ne lui a rien fait pourquoy  il [Mellet] a envoyé les voisins… chercher Lextremonction… et etant remonté peu de temps après il a trouvé ladite demoiselle Leblanc expirée. »
On dépêcha alors vers l'église Saint-Nicolas-des-Champs, quérir le « porte-Dieu », prêtre portant l’hostie et les saintes huiles, parfois accompagné d’un clerc qui agite une clochette en récitant un psaume. Mais cette église paroissiale est un peu éloignée, et ce secours spirituel tarde à venir.
Lors, est demandé au monastère franciscain très proche de l’appartement de Marie-Angélique, de dépêcher l’un de ses moines — ceux-ci avaient l’autorisation d’exercer des fonctions curiales (baptême et extrême-onction) en cas d’impérieuse nécessité et d’absence de prêtre séculier.
Les pères récollets dits de Nazareth étaient des moines respectant des vœux absolus de pauvreté. C’est donc un authentique moine mendiant, en robe de bure, sandales de bois et cordelette, qui donna les derniers sacrements à Marie-Angélique, en étant fort arrangeant afin que Marie-Angélique monte au ciel, laissant croire qu’elle avait reçu ce sacrement de son vivant : « … a peine a-t-elle été ointe au frond et aux yeux qu’elle est morte ».
Entre-temps, l’épouse d’un pauvre vidangeur (cureur de fosses septiques), courut en toute hâte (les horaires des procès-verbaux en font foi), vers le Palais de Justice, sis près de la cathédrale Notre-Dame, pour rapporter qu’une femme aisée était décédée sans héritiers, et être récompensée, selon l’usage, du quart de la succession de Marie-Angélique, alors échue au roi, Louis XVI.
En raison de ce droit du roi sur les successions en déshérence, se met en branle un processus judiciaire qui perdurera jusqu’en juin 1776. 
Le premier dépêché en l’appartement de Marie-Angélique est le commissaire du Châtelet, le sieur Maillot, qui arrive peu avant 13 heures, puis se succéderont en ce logis, au fil du mois de janvier, un procureur du roi en la Chambre du Domaine, un huissier du Trésor, un notaire et son greffier, un huissier-priseur (qui fera l’évaluation des biens), un receveur général des Domaines, un adjudicataire des Fermes de Sa Majesté et trois procureurs au Parlement.

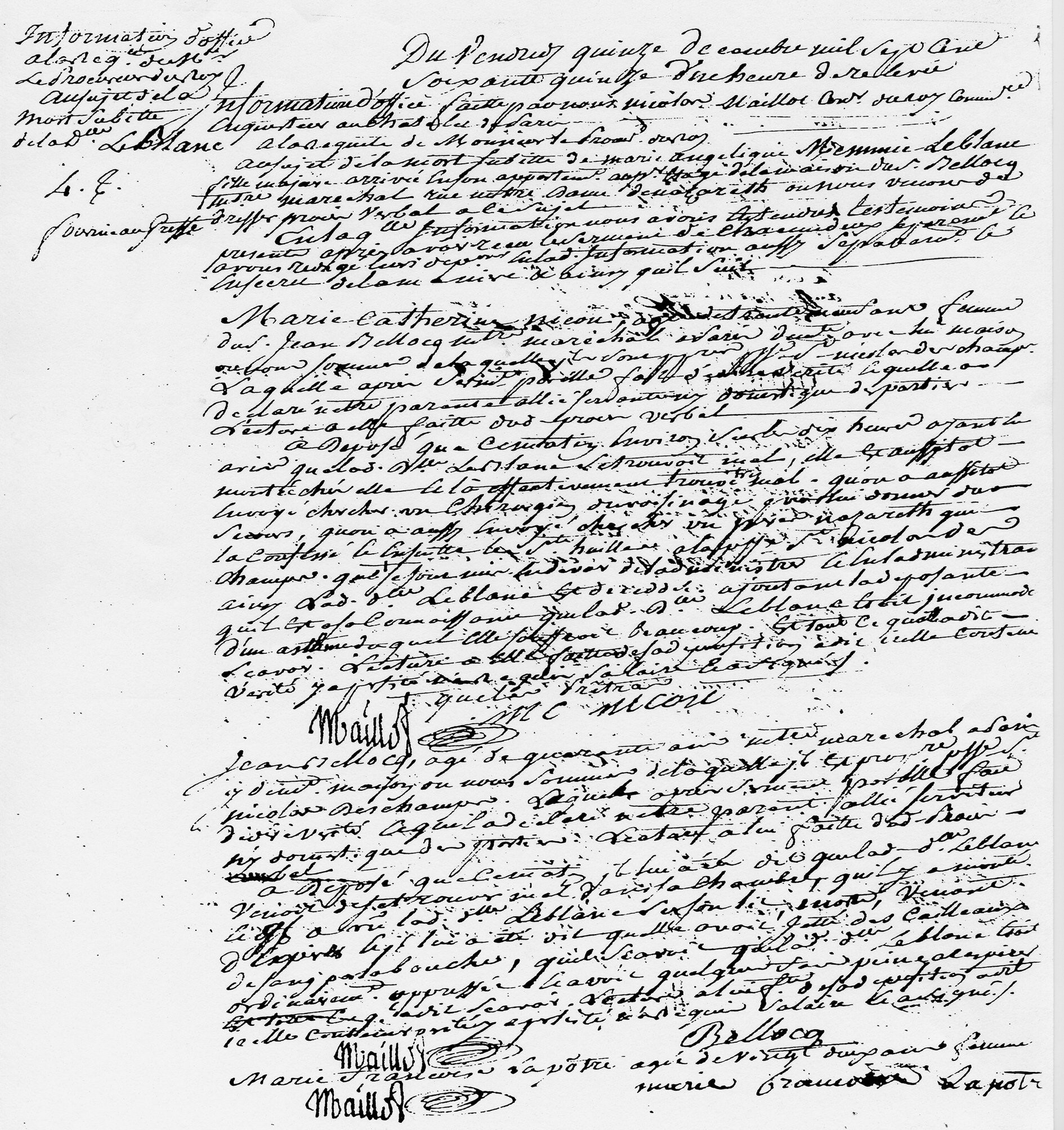
Enquête de police au sujet de la mort subite de Marie-Angélique, décembre 1775.

Près du corps défunt de Marie-Angélique, le commissaire du Châtelet reçut ainsi les dépositions des témoins, chacune en secret, isolément, « au sujet de la mort subitte de Marie Angelique Memmie Leblanc ». Il mande un juré-chirurgien pour chercher des traces criminelles sur le corps de Marie-Angélique, puis, celui-ci enlevé, il appose les scellés sur les portes, fenêtres et tiroirs, afin de garantir le roi de la pleine jouissance de ses droits de seul héritier.
Le décès par coups et blessures est écarté et l'hypothèse de l'empoisonnement n'est pas soulevée, alors que certains éléments suggèrent cette possibilité :
- Six mois avant son décès, Marie-Angélique a prêté de l’argent (la somme honorable de 512 livres) à un bourgeois de Bourgogne, le sieur Goisot, qui lui gage divers  biens, dont des arpents d’une vigne renommée à Saint-Bris-le-Vineux. Devant son notaire habituel, ce mercredi 7 juin 1775, Marie-Angélique nous laisse là l’ultime trace de son écriture[A 11] ;
- Serge Aroles, qui a retrouvé l’ensemble des documents précités, s’interroge à propos du bénéficiaire du prêt, et découvre qu’il avait déjà été condamné au criminel et qu’il était alors en difficulté pour le remboursement à Marie-Angélique, qui devait avoir lieu sous peu, au début de 1776[réf. nécessaire]. Or, le procès-verbal du commissaire du Châtelet mentionne la présence, inexpliquée, de la fille du sieur Goisot, au domicile de Marie-Angélique, le matin-même de son décès brutal. Qui plus est, et cela valide ces mots de Voltaire : « empoisonnement ? cherchez l’apothicaire », la fille du sieur Goisot était servante chez l’apothicaire du prince de Conti, où elle aurait eu toute aisance de se procurer les poisons les plus variés.
- Les symptômes de « la mort subite » de Marie-Angélique (grave hémorragie) sont semblables à ceux relevés lors de l’empoisonnement des rats, chiens et chats errants de l’époque, les équivalents de la coumarine existant déjà.

Une cause naturelle n’est pas à exclure (hémoptysie brutale par rupture d’une caverne tuberculeuse), mais le faisceau d’arguments précités est trop en faveur de l’empoisonnement de Marie-Angélique[Interprétation personnelle ?]. Elle souffrait beaucoup d'asthme lors de ses dernières années, ce pourquoi elle avait quitté ses appartements en hauteur (3e étage) pour emménager dans un premier étage (les rez-de-chaussée étaient alors très bruyants, saturés par les boutiques). Mais l'asthme isolé ne se complique pas d'une telle gravissime hémorragie pulmonaire.
De faux créanciers s'étant présentés, alléguant que Marie-Angélique avait des dettes de nourriture et de médicaments, la Chambre du Domaine du roi lance une enquête sur ses dernières années de vie, incluant une enquête de moralité. Ne voulant pas céder une seule pièce de monnaie de cette succession adjugée au Trésor royal, le procureur du roi menace les faux créanciers pour leurs mensonges, concluant que, Marie-Angélique étant riche, elle ne pouvait avoir de dettes de la vie courante : « la demoiselle Leblanc, quoique jouissant de revenus viagers assez considérables, vivoit avec ordre et économie »

## Postérité

### Témoignages des contemporains
Outre les documents d'archives et la biographie de Marie-Catherine Hecquet, la vie de la « fille sauvage de Songy » a fait l'objet d'abondants commentaires de contemporains :
- Deux courriers publiés dans le numéro de décembre 1731 du Mercure de France[A 15]. L'un d'eux est dû à Claude Faron, historien châlonnais, qui écrit à nouveau à son propos en 1737.
- Louis Racine lui consacre plusieurs vers dans son Epître II sur l'homme (1747)[SI 1]. Après l'avoir rencontrée en 1750, il publie des Éclaircissements sur la Fille sauvage.
- Le philosophe Julien Offray de La Mettrie note à son propos, en 1748 : « Je crois que la fille sauvage de Chalons en Champagne aura porté la peine de son crime, s’il est vrai qu’elle ait mangé sa sœur »[7].
- Le duc de Luynes la rencontre en 1753 et la cite dans ses mémoires[8].
- En avril 1755, le Mercure de France publie une lettre de La Condamine où celui-ci nie être l'auteur de l'Histoire d'une jeune fille sauvage... Il précise les conditions d'écriture de cet ouvrage[9].
- En 1756, Voltaire l'évoque brièvement, également à propos du combat avec sa compagne, dans le Poème sur la loi naturelle[10].
- Dans les tomes 3 et 4 de son Histoire naturelle, Buffon évoque Marie-Angélique et son incapacité à parler avant sa capture[11],[12].
- Le naturaliste Valmont de Bomare cite brièvement Marie-Angélique dans l'édition de 1764 de son Dictionnaire raisonné universel d’histoire naturelle, sous l'entrée « Homme sauvage » ; dans l'édition de 1775, il lui consacre quelques lignes synthétisant l'Histoire d'une jeune fille sauvage...., auxquelles il ajoute des observations personnelles[13].
- Buirette de Verrières[SI 2]

Cependant, tous ces auteurs négligent de vérifier les archives, répétant notamment l'erreur de son âge à sa capture (« dix ans » alors qu'elle en avait près du double), laquelle subsistera pendant près de trois siècles. L'oubli de Marie-Angélique le Blanc durant cette longue période a peut-être aussi été favorisé par l'attention portée à trois autres cas présumés d'enfants sauvages, dont la réalité est désormais contestée par la communauté scientifique : Victor de l'Aveyron et les deux « enfants-loups » de l'Inde, Amala et Kamala.

### Redécouverte auXXIesiècle
Depuis 2006, tous les projets de mise en scène de la vie de Marie-Angélique le Blanc, que ce soit à la télévision, au théâtre ou au cinéma, ont échoué. En effet, la représentation d'une existence aussi longue et complexe - par la variété des contextes géographiques et culturels - représente un budget considérable. Parmi ces projets non aboutis, on peut signaler ceux d'André Targe (qui l'a démarré en 2006, mais dont le décès a conduit à l'interruption prématurée), Patrick Charles-Messance (pour le cinéma, en coproduction avec les États-Unis), Dominique Deschamps (pour le théâtre), Sonia Paramo et Marc Jampolsky (pour la télévision). Seuls ont pu être réalisés de petits reportages, tel celui diffusé sur France 3 en juillet 2006[réf. nécessaire].
À la mémoire de Marie-Angélique, le village de Songy, où elle fut capturée en 1731, lui a élevé une statue en 2009, et les éditions Delcourt lui ont consacré une bande dessinée historique : s'appuyant sur l'œuvre de Serge Aroles, Aurélie Bévière et Jean-David Morvan écrivent le scénario de Sauvage : biographie de Marie-Angélique Le Blanc : 1712-1775, servi par le dessin de Gaëlle Hersent et publié en 2015.